# Огарёвка (упразднённая деревня, Тамбовская область)
Огарёвка (Ивановка-Огарёвка) — упразднённая в 1991 году деревня в Мордовском районе Тамбовской области. Входила в состав Сосновского сельсовета.
С 1861 по 1924 год деревня входила в состав Лавровской волости Тамбовского уезда. С 1924 по 1928 в Покровско-Марфинской волости. С 1928 по 1935 в Берёзовский сельсовет Покрово-Марфинского района. С 1935 по 1956 год в состав Шульгинского района. С 1956 по 1991 Мордовского района. 

## География
Деревня располагалась в 5 км к югу от Лаврово, 27 км к северу от Мордово, 17 км к юго-западу от Покрово-Марфино и 55 км южнее города Тамбов.

## История

### XIX век
Деревня Ивановка упоминается, как деревня в X ревизии, тогда в 1856 году деревня насчитывала 32 крестьянских двора с населением мужского пола: — 116, население женского пола — 119 душ, всего 235 душ.
Список населённых мест Тамбовской губернии по сведениям 1862 года описывает деревня Ивановка Тамбовского уезда 4-го стана, по левую сторону Воронежского транспортного тракта на г. Усмань, при пруде. Число дворов - 48, население мужского пола - 151, женского - 161.
В 1873 году деревня насчитывала 184 души мужского пола, относилась к Лавровскому 4-му призывному участку.
В 1884 году, согласно подворной переписи деревня Ивановка, Огарёвка тож. насчитывала 34 крестьянских двора с населением 250 жителей. 3 солдата на действительной службе. Жеребьевки бывали через 5-6 лет.Всего было 5 грамотных мужчин и 1 обучающийся мальчик, имелось 2 промышленных заведения.
4 декабря 1892 года у овец и рогатого скота была обнаружена сибирская язва, 9 декабря прибыл ветеринар, была проведена дезинфекция и болезнь прекратилась. От болезни умерли 9 коров и 28 овец. Всего подверглись болезни 42 коровы и 52 овцы. Причиной болезни стало травосеяние на низменных местах без предварительного спуска с них воды, когда зимой на дворах скот стали кормить сеном и соломой посеянных трав.
В 1894 году в Огарёвке было 3 землевладельца: крестьянские общины и купцы Е.П. и П.Н. Николаевы. Почва была чернозёмной, а подпочва глиняной.
В 1897 году владелец местного имения губернский секретарь Попов А.М. передал под залог своё имение в Ивановке после его смерти имение перешло по наследству к его супруге Поповой М.Е. и её были предоставлены льготы в платежах по ссуде.
На 1899 год: домохозяев, ведущие самостоятельное хозяйство и обрабатывающих свой надел самостоятельно - 38, сдавали свой надел полностью - 2, частью - 6. Крестьяне выращивали: рожь - 83 (дес.), овёс - 93, прос - 17, картофель - 7. Также они выращивали, снимая за деньги, или отработки: 75 десятин ржи, 68 овса, 7 проса.

### XX век
В 1903 году в Огарёвке было 55 дворов (из них в 45 имелась арендная земля) насчитывавших 331 душу. Всего земли было надельной 345,2 дес. На одну души приходилось 2,9 дес. 137 лошадей, 96 рогатого скота, 201 овца, 27 свиней.1 плотник.В селении имелся пруд длиной на 200 сажень и шириной около 30 с хорошей родниковой водой, хвост пруда уходил в поля, расположенные вокруг селения. Плотина плохая, навозная, каждый год её прорывало. Необходимо было устроить хорошую земляную плотину рамером 40 на 2. Землекопные работы - 260 куб. саж..
Согласно епархиальным сведениям 1911 года, в то время в деревне насчитывалось 40 крестьянских двора с населением: мужского пола - 170, женского пола - 175 человек. Относилась к церковному приходу села Лаврова, в 5 верстах от церкви.
В 1914 году деревня насчитывала 425 жителей с 345 десятинами земли. Престольный праздник 1 октября.
Во время выборов в Учредительное собрание (с 12 по 14 ноября 1917 г.) Огарёвка относилась к 1430-му избирательному Ростовскому участку Центром этого округа, где принимались и считались голоса была Ростовка.
По данным Всесоюзной переписи 1926 года деревня насчитывала 106 домохозяйств, с населением женского пола — 241, мужского — 234, всего 475 жителей.
В 1932 году село насчитывало 537 жителей, входила в состав Берёзовского сельсовета Покрово-Марфинского района, в 4 км от него.
В 1941 году в деревне насчитывалось 105 домохозяйств.
Решением исполкома областного Совета от 18 апреля 1991 года № 50 исключена из перечня населенных пунктов области.